# Emiliano Zapata, Nochistlán de Mejía
Emiliano Zapata är en ort i Mexiko.   Den ligger i kommunen Nochistlán de Mejía och delstaten Zacatecas, i den centrala delen av landet, 400 km nordväst om huvudstaden Mexico City. Emiliano Zapata ligger 1 964 meter över havet och antalet invånare är 113.
Terrängen runt Emiliano Zapata är kuperad västerut, men österut är den platt. Runt Emiliano Zapata är det ganska glesbefolkat, med 26 invånare per kvadratkilometer. Närmaste större samhälle är Teocaltiche, 19,4 km öster om Emiliano Zapata. I omgivningarna runt Emiliano Zapata växer huvudsakligen savannskog.